# Juan José Saravia
Juan José Saravia (8 de octubre de 1968, Ciudad de México) es un director de fotografía mexicano. Ha trabajado en producciones cinematográficas, comerciales y de videos musicales. PECIME (Periodistas Cinematográficos de México, A.C.) le otorgó en 2005 el premio “Diosa de Plata” en la categoría de Mejor fotografía por su trabajo en la película Matando cabos.

## Trayectoria
Juan José Saravia es licenciado en Comunicación, especializado en cinematografía, por la Universidad Iberoamericana.
Durante ocho años (2003-2011), Juan José Saravia fue director de Fotografía de Lemon Films. Desde 2008 es presidente de la Sociedad Mexicana de Autores de Fotografía Cinematográfica (AMC)

### Trabajo
Entre sus trabajos como Director de Fotografía en cine destacan:
- Matando cabos (2004)
- Sultanes del sur (2007)
- La última muerte (2010)
- This Is Not a Movie (2011)
- Ventanas al mar (2011)
- Espacio interior

Como Fotógrafo colaboró en producciones televisivas como:
- Camino a casa (1999)
- 13 Miedos (2007)
- La teniente (2011)